# Black Holy
「Black Holy」（ブラック・ホーリー）は、小松未可子の楽曲。只野菜摘が作詞、nishi-kenが作曲を手掛けた。小松のデビューシングルとして2012年4月25日にスターチャイルドから発売された。

## 音楽性
本曲はテレビアニメ『モーレツ宇宙海賊』のイメージソングに起用され、ゲストエンディングテーマとしても使用された。
『モーレツ宇宙海賊』の世界観および加藤茉莉香をイメージしているが、小松は曲中で茉莉香をどうイメージしていいいのか分からず悩んだが、最終的にはほぼ等身大の自分で歌う運びとなった。アップテンポの疾走感の中に切ないコードが響く「ツボな曲」。ラスサビ最後のフレーズ「自由だと思った」が俗にいうブレイクに当たる（ある1パート、主にボーカルを除に楽器隊が演奏を止め、ボーカルを際立たせる謂わば完全なソロパート）部分を小松は気に入っているという。
PVは山奥で夕方から早朝まで氷点下の状況で撮影されたが、白い息が出るのを防ぐために氷を予め含んで臨んだ。なお撮影の間は終始星空や雪景色を眺めていたという。

## シングルリリース
2012年4月25日にスターチャイルドから発売された。
初回限定盤と通常盤で白と黒の異なる色が採用されているが、小松は前者を「Holyバージョン」、後者を「Blackバージョン」と呼んでいる。なお星空が投影されている2枚のジャケットは、小松が着ている衣装にプロジェクターを使用したものである。
カップリング曲「透明な夜空 〜瞬く星に包まれて〜」は、同アニメのゲストエンディングテーマとして使用された。茉莉香の内面や心情を表現したバラードソングで、表題曲よりも先に緊張した状態でレコーディングに臨んだという。

## シングル収録内容
CDシングル
1. Black Holy [4:27]
  - 作詞：只野菜摘、作曲・編曲：nishi-ken
2. 透明な夜空 〜瞬く星に包まれて〜 [4:43]
  - 作詞・作曲・編曲：sin
3. Black Holy（off vocal）
4. 透明な夜空 〜瞬く星に包まれて〜（off vocal）

DVD（初回限定盤のみ）
1. 「Black Holy」Music Clip
2. 「モーレツ宇宙海賊」PV（Black Holy ver）

## チャート
| チャート（2012年）                | 最高位 |
| --------------------------------- | ------ |
| オリコン週間                      | 16     |
| オリコンデイリー                  | 6      |
| Billboard JAPAN Hot Animation     | 8      |
| Billboard JAPAN Hot Singles Sales | 13     |
| サウンドスキャンジャパン          | 16     |
| RIAJ有料音楽配信チャート          | 36     |